# Krzysztof Filipek
Krzysztof Filipek (Węgrów; 1 de Agosto de 1961 — ) é um político da Polónia. Ele foi eleito para a Sejm em 25 de Setembro de 2005 com 16515 votos em 18 no distrito de Siedlce, candidato pelas listas do partido Samoobrona Rzeczpospolitej Polskiej.
Ele também foi membro da Sejm 2001-2005.